# 皇始 (北魏)
皇始（こうし）は、南北朝時代の北魏において道武帝の治世に使用された元号。396年7月 - 398年12月。

## 西暦・干支との対照表
| 皇始 | 元年  | 2年   | 3年   |
| 西暦 | 396年 | 397年 | 398年 |
| 干支 | 丙申  | 丁酉  | 戊戌  |